# データベース権
データベース権（データベースけん）は、データベースの抽出・再利用（複製頒布）による「営業上の利益」をデータベースの作者が独占できるようにする知的財産権である。これによれば、データベースの抽出・再利用をしたい者は、作者に許諾を得なければならない。データベースには、創作性があるものとないものがある。このうち、創作性がないものは従来の著作権法では保護されない場合がある。創作性が無くとも多大な労力・時間・資金が投じられたデータベースの作者の財産権は保護されるべきとの考えから、データベースを保護するための特別の条項や法律を定め、データベースの独占権を整備することが検討されている。

## 経緯
従来データベースは、創作性のあるものはその著作物性をもって、創作性のないものはいわゆる「額に汗」法理によって、いずれも著作権によって保護されると考えられていた。しかし、1991年のいわゆる「Feist判決」によって、創作性のないデータベースは著作権で保護されない場合があることが露見した。これを受けて欧州連合は1996年に「EUデータベース指令」を発令し、多大な労力・時間・資金が投じられたが創作性のないデータベースの保護に乗り出した。

## 賛否
データベースの作成側は本権利の法制化に賛成し、データベースの利用側は法制化に反対している。法制化によってデータベースを作成する動機は昂進するが（供給促進）、利用に当たっては利用料金が発生するなど円滑な情報共有が損なわれるためである（需要抑制）。

## 種類
権利付与型と行為調整型に分類される。前者は著作権法にデータベース特別の（羅: sui generis）権利を規定する。後者はデータベース特別の条項を定めるのではなく、不正競争防止法を改正し、盗用データベースの流通差し止めができるようにする。欧州は前者により、米国は後者により、創作性のないデータベースの保護を法制化している。日本は、民法の不法行為として逐一司法判断がなされており、勝訴したとしても盗用データベースの流通差止め請求は不可能である。日本学術会議（2001年、5頁）は法制化に反対を表明しているが、日弁連（2004年、5頁）は民事差止め請求権がないのは問題であり、日本も権利付与型で導入すべきであるとしており、経済産業省（2004年、58頁）は、行為調整型での導入が最低限必要であるとして検討が続けられている。